# Albert Apponyi
Albert György Gyula Mária Apponyi, conte di Nagy-Apponyi (Vienna, 29 maggio 1846 – Ginevra, 7 febbraio 1933), è stato un diplomatico ungherese.
Figlio del celebre György Apponyi, fu più volte deputato (1872-1878) e capo dei conservatori ungheresi come il padre.
Presidente della Camera (1901-1904), successivamente si dimise e fu uno dei principali oppositori di István Tisza. Ministro dell'istruzione (1906-1910), favorì l'istruzione gratuita nel paese e fu tra i principali fautori della magiarizzazione, divenendo uno dei politici ungheresi più noti della sua epoca.
Fu rappresentante della delegazione ungherese al congresso di Parigi.

## Biografia

### I primi anni e la carriera politica

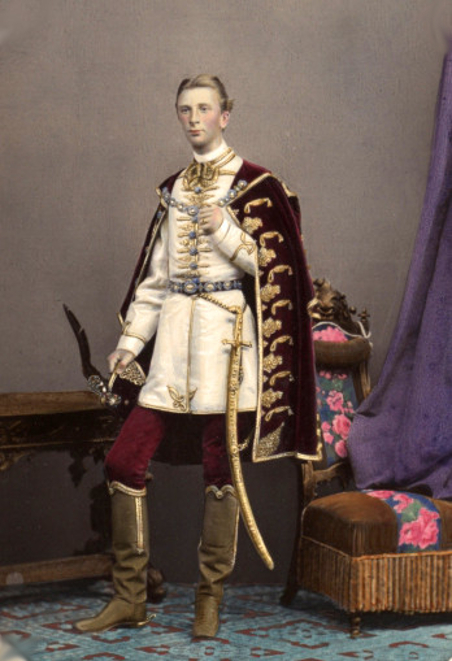
Il ventunenne Albert Apponyi.

Albert nacque il 29 maggio 1846 a Vienna dove suo padre, il conte György Apponyi, era cancelliere residente per l'Ungheria. Era membro della nobile famiglia ungherese degli Apponyi. Nel 1897 sposò la contessa Clotilde von Mensdorff-Pouilly, figlia dell'ex primo ministro austriaco principe Alessandro di Mensdorff. Sino all'espropriazione delle sue proprietà in Cecoslovacchia a seguito della prima guerra mondiale, era proprietario del castello di Éberhard, attuale Malinovo, dove ospitò diverse personalità di spicco, tra cui il presidente americano Theodore Roosevelt, suo amico personale, durante il tour europeo di quest'ultimo nel 1910. Roosevelt descrisse Apponyi come un "avanzato liberale sia in ambito politico che in ambito ecclesiastico" e come un "liberale americano della miglior specie."
Il conte Albert Apponyi divenne membro del parlamento ungherese nel 1872 e vi rimase ininterrottamente sino alla sua morte, perlopiù per la costituente di Jászberény dove venne eletto per la prima volta nel 1881 e che continuò poi a rappresentare per mezzo secolo di carriera. Dalla fine degli anni '80 dell'Ottocento, fu leader dell' "Opposizione Unita" che era composta da tutti i partiti ostili al compromesso austro-ungarico del 1867. Fu Presidente della Camera dei rappresentanti ungherese dal 31 ottobre 1901 al 6 novembre 1903.

### Le "Leggi Apponyi"
Come ministro dell'educazione del governo conservatore tra il 1906 ed il 1910 scrisse una legge varata poi nel 1907, nota come Leggi Apponyi o Lex Apponyi, nella quale ebbe compimento il processo di magiarizzazione, attraverso il quale a scuola venne prescritto anche l'insegnamento della lingua ungherese per i primi quattro anni di scuola. Il governo ungherese con tale legge stabilì che tutti i cittadini dovessero essere in grado di comprendere, parlare e scrivere la lingua ungherese. Il passaggio di questa legge causò vari risentimenti presso le comunità linguistiche minori dell'Ungheria.
Agli insegnanti veniva concesso un periodo variabile di 3/4 anni per imparare la lingua ungherese. Le scuole che non fossero state in grado di provvedere insegnanti di lingua ungherese dovevano essere chiuse e per questo quasi 600 villaggi della futura Romania rimasero senza centri d'educazione come risultato dell'applicazione di questa legge.

### La Conferenza di Pace di Parigi

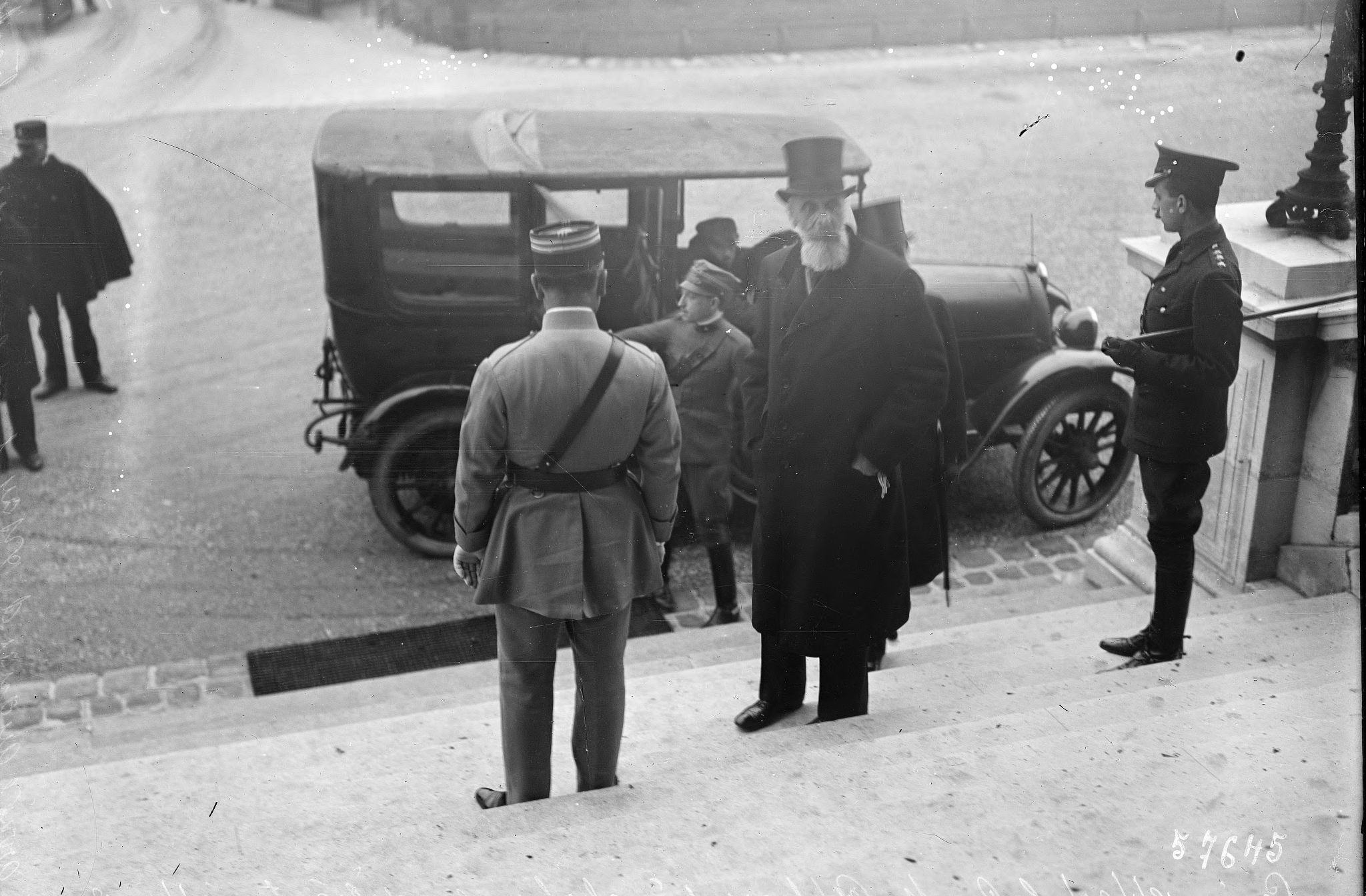
Albert Apponyi, col cilindro al centro, di fronte al Quai d'Orsay di Parigi nel gennaio del 1920.

Dopo la prima guerra mondiale, una delle opere di maggior peso di Apponyi fu la sua nomina sul finire del 1919 a capo della delegazione ungherese alla Conferenza di pace di Parigi con l'intento di presentare il caso dell'Ungheria alle potenze alleate e determinare le condizioni di pace per il suo paese; la conferenza originò in seguito il Trattato del Trianon che venne firmato appunto nel Grand Trianon di Reggia di Versailles. La missione di Apponyi culminò in un discorso che tenne al Quai d'Orsay il 16 gennaio 1920 che recitò in francese, tradusse poco dopo in inglese ed infine in italiano:
Gli Alleati ad ogni modo si rifiutarono di accogliere i termini di pace proposti dall'Ungheria e anche di discutere con la delegazione ungherese. La reputazione di Apponyi in patria, ad ogni modo, ne uscì fortemente aumentata ed egli divenne uno degli uomini di fiducia del capo del governo provvisorio Miklós Horthy dal 1º marzo 1920.

### Gli ultimi anni
Dopo aver guidato la delegazione ungherese a Parigi, rimase attivo nella politica e nella diplomazia del suo paese, come membro dell'opposizione al parlamento, favorevole alla linea legittimista che rivoleva gli Asburgo sul trono; fu inoltre rappresentante alla Lega delle Nazioni.
Oltre al suo talento di oratore e la sua capacità di esprimersi in ben sei lingue, Albert Apponyi ebbe altri interessi al di là della politica, dilettandosi in filosofia, letteratura, musica e religione. Si portò in visita negli Stati Uniti per tre volte, la prima nel 1904 e l'ultima nel 1924, tenendo conferenze pubbliche e guadagnandosi l'amicizia di personaggi di grande rilievo come il presidente Theodore Roosevelt e William Howard Taft. Per due volte visitò l'Egitto, incluso nel 1869 per l'inaugurazione del Canale di Suez. Nel 1931 iniziò a lavorare a una collezione di saggi che venne pubblicata nel 1935 dopo la sua morte col titolo di The Memoirs of Count Apponyi. Nei suoi viaggi, ebbe modo di incontrare Franz Liszt, Richard Wagner, i papi Pio IX e Pio XI, Benito Mussolini. Pubblicò il volume Esthetics and Politics, the Artist and the Statesman.

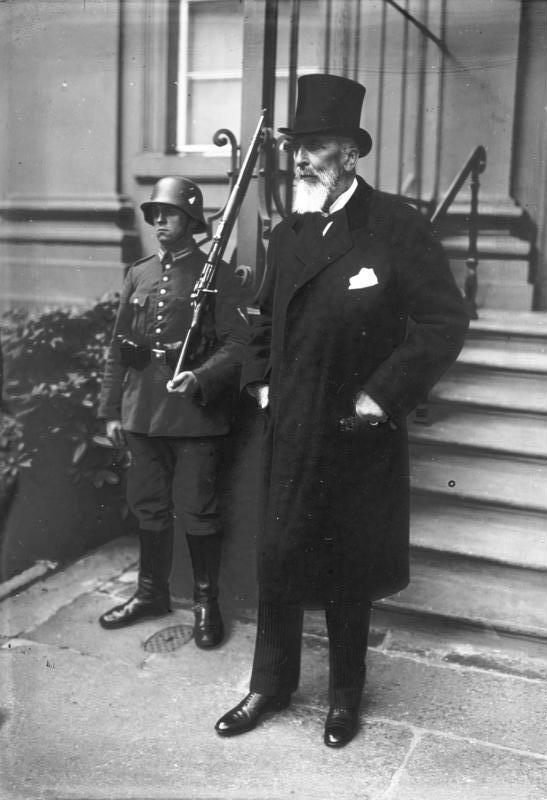
Albert Apponyi in visita a Berlino per incontrare il presidente Paul von Hindenburg nel 1928.

Apponyi morì il 7 febbraio 1933 a Ginevra dove si era portato per parlare alla Conferenza Mondiale per il Disarmo. La salma venne portata alla chiesa di Notre Dame di Ginevra dove ricevette il saluto ufficiale del presidente Giuseppe Motta. Tale era la considerazione di Apponyi presso la monarchia austro-ungarica che il principe Otto d'Asburgo si portò dal Belgio a Ginevra per porgergli l'estremo saluto. La salma venne quindi trasferita via treno a Budapest dove venne lasciata alla pubblica venerazione sotto la cupola del palazzo del parlamento ungherese e venne sepolto infine il 14 febbraio 1933 nella cripta della Mattiaskircke, chiesa dove ogni mattina era solito pregare prima di colazione.
Al suo funerale presero parte personalità di spicco come il presidente ungherese Miklós Horthy, il primo ministro Gyula Gömbös e l'arcivescovo Serédi. Una corona di alloro di quattro metri venne inviata per l'occasione da Benito Mussolini che aveva conosciuto ed ammirato Apponyi. Ad ogni modo nel 1938, a seguito degli accordi di Vienna, il castello di Éberhárd tornò ad essere parte dell'Ungheria e di conseguenza venne sepolto nella cappella di famiglia nel castello.

## Memoria storica

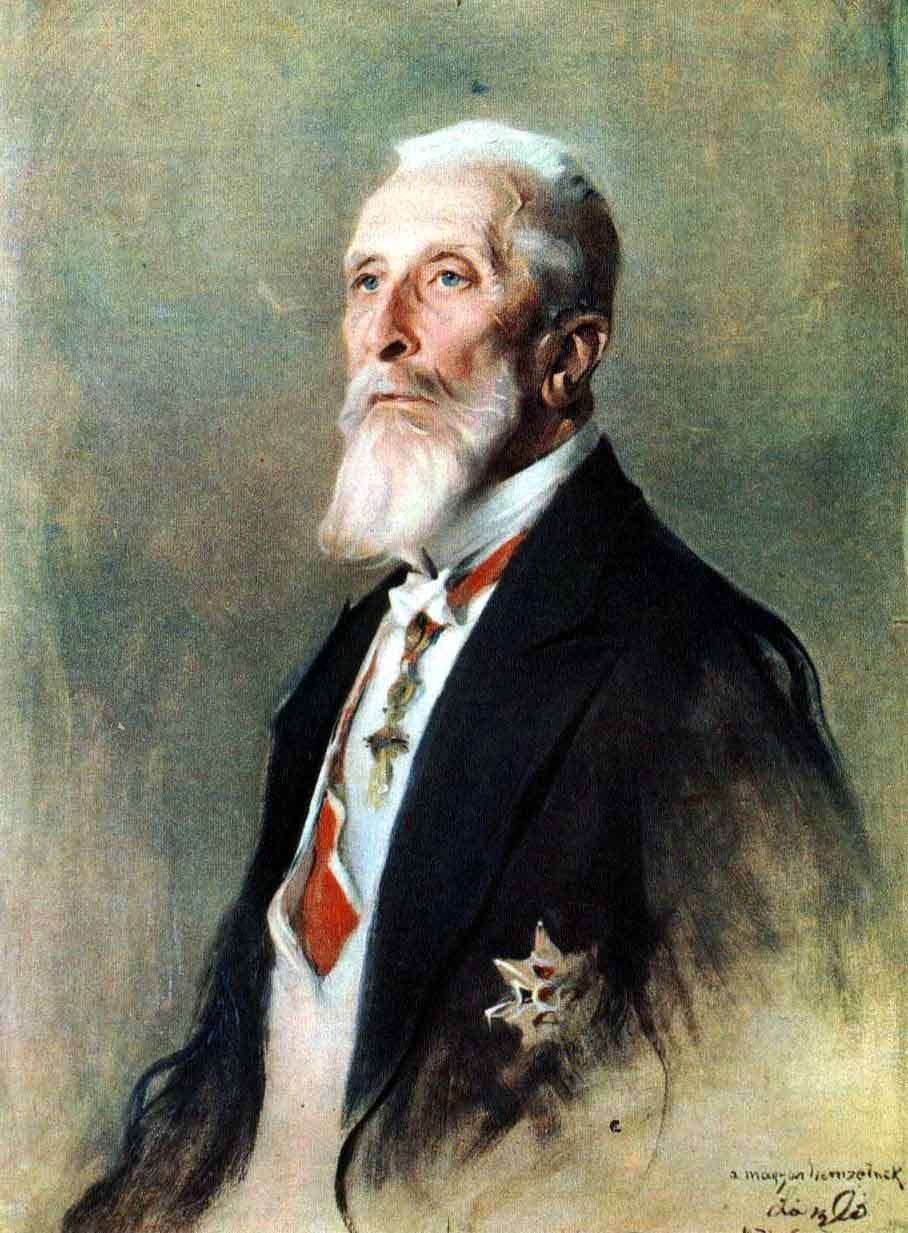
Ritratto eseguito da Philip de László, nei primi anni '30

Dai media americani ed inglesi dell'epoca, venne spesso definito "Il grande vecchio dell'Europa centrale". In Ungheria venne definito "il più grande ungherese vivente". La sua memoria, ad ogni modo, risultò meno positiva in Slovacchia ed in Romania dove il suo nome venne indissolubilmente e tristemente associato alle leggi Apponyi ed alla magiarizzazione.
Tra il 1911 ed il 1932, venne proposto per ben cinque volte al Premio Nobel, senza ad ogni modo ottenere mai l'ambito premio.
In occasione del suo settantacinquesimo compleanno nel maggio del 1921, divenne cittadino onorario di diverse città e villaggi dell'Ungheria. La città di Budapest ancora oggi ha la Apponyi tér, una delle principali arterie di comunicazione così chiamata in suo onore. Molte città ungheresi hanno ancora oggi una Apponyi utca (letteralmente "via Apponyi") in sua memoria. Apponyi Street si trova anche a Fairfield, nel Connecticut, città che accolse diversi immigrati ungheresi.
Un busto di Albert Apponyi realizzato dallo scultore Geza Maróti venne dedicato alla sua memoria nel 1939 presso Jászberény, la sede della costituente che rappresentò in parlamento per decenni. Questo monumento venne distrutto durante l'epoca comunista. Un nuovo busto, realizzato dallo scultore locale György Máté, venne ricostruito nel 1996.
Il suo nome è legato anche all'omonimo decoro della porcellana di Herend, tra i più diffusi tra quelli della celebre manifattura. Su sua commissione fu infatti realizzata una versione semplificata di "Indian Flower" che, come d'uso per i committenti celebri, fu contrassegnata con il suo nome. Il decoro è disponibile in numerosi colori: dall'originario verde all'azzurro, il blu, il rosso, il violetto, il giallo e il nero.

## Matrimonio e figli
Nel 1897, Albert sposò la contessa Clotilde von Mensdorff-Pouilly. La coppia ebbe insieme i seguenti figl:
- Georg Alexander (30 giugno 1898 - 7 agosto 1970), politico, membro del Parlamento, giornalista.
- Maria Alexandrina (29 maggio 1899 - 3 luglio 1967), sposò il principe Charles Antoine de Rohan-Rochefort; fu madre dell'ambasciatore Albert de Rohan
- Juliana (9 novembre 1903 - 17 gennaio 1994), sposò in prime nozze nel 1924 il conte Ferencz Pálffy de Erdőd dal quale divorziò nel 1934. In seconde nozze si risposò nel 1943 con Elemér Klobusiczky dal quale divorziò nel 1947

## Ascendenza
|                                          |                                         |                                                         | Genitori                                               |  |  | Nonni |  |  | Bisnonni                     |  |  | Trisnonni                            |  |
|                                          |                                         |                                                         |                                                        |  |  |       |  |  | Antal Apponyi de Nagy-Appony |  |  | György László Apponyi de Nagy-Appony |  |
|                                          |                                         |                                                         |                                                        |  |  |       |  |  | Antal Apponyi de Nagy-Appony |  |  | György László Apponyi de Nagy-Appony |  |
|                                          |                                         | Maria Franziska Josefa von Lamberg-Sprinzenstein        |                                                        |  |  |       |  |  | Antal Apponyi de Nagy-Appony |  |  |                                      |  |
| György Apponyi de Nagy-Appony            |                                         |                                                         |                                                        |  |  |       |  |  | Antal Apponyi de Nagy-Appony |  |  |                                      |  |
|                                          |                                         | Maria Karolina Anna zu Lodron-Laterano und Castelromano | Nikolaus Sebastian zu Lodron-Laterano und Castelromano |  |  |       |  |  |                              |  |  |                                      |  |
|                                          |                                         | Maria Karolina Anna zu Lodron-Laterano und Castelromano | Nikolaus Sebastian zu Lodron-Laterano und Castelromano |  |  |       |  |  |                              |  |  |                                      |  |
|                                          |                                         | Maria Karolina Anna zu Lodron-Laterano und Castelromano | Maria Anna von Harrach zu Rohrau                       |  |  |       |  |  |                              |  |  |                                      |  |
| György Apponyi von Nagy-Appony           |                                         | Maria Karolina Anna zu Lodron-Laterano und Castelromano |                                                        |  |  |       |  |  |                              |  |  |                                      |  |
|                                          |                                         | Ferenc Zichy de Zich et Vásonkeö                        | István Zichy de Zich et Vásonkeö                       |  |  |       |  |  |                              |  |  |                                      |  |
|                                          |                                         | Ferenc Zichy de Zich et Vásonkeö                        | István Zichy de Zich et Vásonkeö                       |  |  |       |  |  |                              |  |  |                                      |  |
|                                          |                                         | Ferenc Zichy de Zich et Vásonkeö                        | Maria Anna Cecilia Walburga von Stubenberg             |  |  |       |  |  |                              |  |  |                                      |  |
| Anna Zichy de Zich et Vásonkeö           |                                         | Ferenc Zichy de Zich et Vásonkeö                        |                                                        |  |  |       |  |  |                              |  |  |                                      |  |
|                                          |                                         | Marie Anna Kolovrat-Krakovská                           | Leopold von Kolowrat-Krakowský                         |  |  |       |  |  |                              |  |  |                                      |  |
|                                          |                                         | Marie Anna Kolovrat-Krakovská                           | Leopold von Kolowrat-Krakowský                         |  |  |       |  |  |                              |  |  |                                      |  |
|                                          |                                         | Marie Anna Kolovrat-Krakovská                           | Maria Teresia del Caretto de Millesimo                 |  |  |       |  |  |                              |  |  |                                      |  |
| Albert Apponyi von Nagy-Appony           |                                         | Marie Anna Kolovrat-Krakovská                           |                                                        |  |  |       |  |  |                              |  |  |                                      |  |
|                                          | Mihály Sztáray de Sztára et Nagy Mihály | Imre Sztáray de Sztára et Nagy Mihály                   |                                                        |  |  |       |  |  |                              |  |  |                                      |  |
|                                          | Mihály Sztáray de Sztára et Nagy Mihály | Imre Sztáray de Sztára et Nagy Mihály                   |                                                        |  |  |       |  |  |                              |  |  |                                      |  |
|                                          | Mihály Sztáray de Sztára et Nagy Mihály | Mária Anna Zichy de Zich et Vásonkeö                    |                                                        |  |  |       |  |  |                              |  |  |                                      |  |
| Albert Sztáray de Sztára et Nagy-Mihály  | Mihály Sztáray de Sztára et Nagy Mihály |                                                         |                                                        |  |  |       |  |  |                              |  |  |                                      |  |
|                                          |                                         | Anna Eleonóra Esterházy de Galántha                     | Ferenc Esterházy de Galántha                           |  |  |       |  |  |                              |  |  |                                      |  |
|                                          |                                         | Anna Eleonóra Esterházy de Galántha                     | Ferenc Esterházy de Galántha                           |  |  |       |  |  |                              |  |  |                                      |  |
|                                          |                                         | Anna Eleonóra Esterházy de Galántha                     | Antonie Françoise Nicole Richard de la Potréau         |  |  |       |  |  |                              |  |  |                                      |  |
| Juliane Sztáray de Sztára et Nagy-Mihály |                                         | Anna Eleonóra Esterházy de Galántha                     |                                                        |  |  |       |  |  |                              |  |  |                                      |  |
|                                          |                                         | József Károlyi de Nagykároly                            | Antal Károlyi de Nagykároly                            |  |  |       |  |  |                              |  |  |                                      |  |
|                                          |                                         | József Károlyi de Nagykároly                            | Antal Károlyi de Nagykároly                            |  |  |       |  |  |                              |  |  |                                      |  |
|                                          |                                         | József Károlyi de Nagykároly                            | Maria Josepha von Harruckern                           |  |  |       |  |  |                              |  |  |                                      |  |
| Franciska Károlyi de Nagykároly          |                                         | József Károlyi de Nagykároly                            |                                                        |  |  |       |  |  |                              |  |  |                                      |  |
|                                          |                                         | Maria Elisabeth Johanna von Waldstein–Wartenberg        | Georg Christian Anton Graf von Waldstein-Wartenberg    |  |  |       |  |  |                              |  |  |                                      |  |
|                                          |                                         | Maria Elisabeth Johanna von Waldstein–Wartenberg        | Georg Christian Anton Graf von Waldstein-Wartenberg    |  |  |       |  |  |                              |  |  |                                      |  |
|                                          |                                         | Maria Elisabeth Johanna von Waldstein–Wartenberg        | Elisabeth Maria von Ulfeldt                            |  |  |       |  |  |                              |  |  |                                      |  |
|                                          |                                         | Maria Elisabeth Johanna von Waldstein–Wartenberg        |                                                        |  |  |       |  |  |                              |  |  |                                      |  |